# 雍濟時
雍濟時（？—1937年12月），字熙如。陝西省華縣（今渭南市华州区）人。他為抗日戰爭期間陣亡的中國軍方高級將領之一。

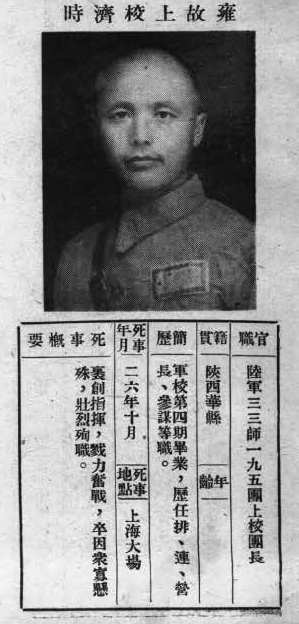
《抗戰軍人忠烈錄》（第一輯）中的雍濟時烈士遺像

## 生平[1]
1901年5月出生於華州上雍家灣，民國26年任陸軍第三十三師步兵第一百九十五團團長。在淞滬會戰上海大場戰鬥中壯烈成仁。